# Kühnham (Pocking)
Kühnham ist ein Gemeindeteil der Stadt Pocking im niederbayerischen Landkreis Passau. Bis 1971 bildete es eine selbstständige Gemeinde.

## Lage
Kühnham liegt im Rottal etwa vier Kilometer westlich von Pocking an der Bahnstrecke Passau–Neumarkt-Sankt Veit, an die es durch den Haltepunkt Kühnham angeschlossen ist.

## Geschichte
1752 gehörte Kühnham zur Obmannschaft Zell und zum Amt Karpfham des Landgerichts Griesbach. Damals war hier auch das weit entfernte Kloster Reichenbach begütert.
1811 wurde aus den Obmannschaften Zell und Osterholzen und dem zur Obmannschaft Berg gehörenden Ort Gerau der Steuerdistrikt Kühnham gebildet. Die 1818 daraus hervorgegangene Gemeinde war mit dem Steuerdistrikt deckungsgleich und umfasste 14 Orte. Am 12. April 1838 kam die Gemeinde Kühnham zum neu gebildeten Landgericht Rotthalmünster.
Am 1. April 1971 erfolgte im Zuge der Gebietsreform in Bayern die freiwillige Eingliederung der Gemeinde Kühnham, die zum Landkreis Griesbach im Rottal gehörte, in die Stadt Pocking. Am 11. Oktober 2012 konnten die Fertigstellung der neuen Straße und die Sanierung der Kirche St. Martin gefeiert werden. Die Ortsmitte ziert seitdem ein großer Findling, den die Firma Meier nach Abschluss der Bauarbeiten spendiert hatte.

## Baudenkmäler
- Filialkirche St. Martin. Das frühgotische Bauwerk aus dem 13./14. Jahrhundert wurde im 18. Jahrhundert barockisiert und hat eine neuklassizistische Ausstattung mit barocken Figuren. Die Filiale Kühnham gehört seit 1818 zur Pfarrei Weihmörting, davor war sie der Pfarrei Rotthalmünster zugehörig.

## Vereine
- Landfrauengruppe Kühnham
- Freie Wählergruppe Kühnham